# Commonwealth Games 2006/Turnen
Bei den Commonwealth Games 2006 in der australischen Metropole Melbourne fanden im Gerätturnen 14 Wettbewerbe, davon acht für Männer und sechs für Frauen, statt.
Austragungsort war die Rod Laver Arena.

## Männer

### Mannschaftsmehrkampf
| Platz | Land | Sportler                                                                         | Punkte  |
| ----- | ---- | -------------------------------------------------------------------------------- | ------- |
| 1     | CAN  | Nathan Gafuik Grant Golding David Kikuchi Kyle Shewfelt Adam Wong                | 269,750 |
| 2     | AUS  | Damian Istria Joshua Jefferis Samuel Offord Philippe Rizzo Prashanth Sellathurai | 268,850 |
| 3     | ENG  | Ryan Bradley Ross Brewer Luke Folwell Louis Smith Kristian Thomas                | 260,000 |

Datum: 16. März 2006

### Einzelmehrkampf
| Platz | Land | Sportler        | Punkte |
| ----- | ---- | --------------- | ------ |
| 1     | AUS  | Joshua Jefferis | 89,450 |
| 2     | CAN  | Nathan Gafuik   | 88,350 |
| 3     | AUS  | Philippe Rizzo  | 88,200 |

Datum: 18. März 2006

### Boden
| Platz | Land | Sportler      | Punkte |
| ----- | ---- | ------------- | ------ |
| 1     | CAN  | Adam Wong     | 14,975 |
| 2     | MAS  | Ng Shu Wai    | 14,850 |
| 3     | CAN  | Kyle Shewfelt | 14,700 |

Finale: 20. März 2006, 19:03 Uhr

### Pauschenpferd
| Platz | Land | Sportler              | Punkte |
| ----- | ---- | --------------------- | ------ |
| 1     | ENG  | Louis Smith           | 15,775 |
| 2     | AUS  | Prashanth Sellathurai | 15,600 |
| 3     | CAN  | Grant Golding         | 14,875 |

Finale: 20. März 2006, 20:15 Uhr

### Ringe
| Platz | Land | Sportler            | Punkte |
| ----- | ---- | ------------------- | ------ |
| 1     | AUS  | Joshua Jefferis     | 15,875 |
| 2     | AUS  | Damian Istria       | 15,700 |
| 3     | CYP  | Irodotos Georgallas | 15,300 |

Datum: 20. März 2006, 21:27 Uhr

### Sprungtisch
| Platz | Land | Sportler      | Punkte |
| ----- | ---- | ------------- | ------ |
| 1     | CAN  | Kyle Shewfelt | 16,337 |
| 2     | CAN  | Nathan Gafuik | 16,112 |
| 3     | AUS  | Samuel Offord | 15,862 |

Datum: 21. März 2006, 19:03 Uhr

### Barren
| Platz | Land | Sportler        | Punkte |
| ----- | ---- | --------------- | ------ |
| 1     | CAN  | Grant Golding   | 15,450 |
| 2     | AUS  | Philippe Rizzo  | 15,275 |
| 3     | AUS  | Joshua Jefferis | 14,800 |

Datum: 21. März 2006, 20:20 Uhr

### Reck
| Platz | Land | Sportler      | Punkte |
| ----- | ---- | ------------- | ------ |
| 1     | AUS  | Damian Istria | 15,600 |
| 2     | WAL  | David Eaton   | 15,000 |
| 3     | SCO  | Adam Cox      | 14,950 |

Datum: 21. März 2006, 21:39 Uhr

## Frauen

### Mannschaftsmehrkampf
| Platz | Land | Sportlerinnen                                                             | Punkte  |
| ----- | ---- | ------------------------------------------------------------------------- | ------- |
| 1     | AUS  | Ashleigh Brennan Hollie Dykes Naomi Russell Monette Russo Chloe Sims      | 172,600 |
| 2     | ENG  | Imogen Cairns Shavahn Church Hannah Clowes Becky Downie                   | 164,350 |
| 3     | CAN  | Alyssa Brown Brittnee Habbib Elyse Hopfner-Hibbs Jenna Kerbis Gael Mackie | 162,550 |

Datum: 17. März 2006

### Einzelmehrkampf
| Platz | Land | Sportlerin          | Punkte |
| ----- | ---- | ------------------- | ------ |
| 1     | AUS  | Chloe Sims          | 57,100 |
| 2     | CAN  | Elyse Hopfner-Hibbs | 57,100 |
| 3     | AUS  | Hollie Dykes        | 55,800 |

Datum: 18. März 2006

### Boden
| Platz | Land | Sportlerin         | Punkte |
| ----- | ---- | ------------------ | ------ |
| 1     | AUS  | Hollie Dykes       | 14,650 |
| 2     | AUS  | Ashleigh Brennan   | 13,925 |
| 3     | RSA  | Francki Van Rooyen | 13,900 |

Finale: 21. März 2006, 20:58 Uhr

### Sprungtisch
| Platz | Land | Sportlerin    | Punkte |
| ----- | ---- | ------------- | ------ |
| 1     | ENG  | Imogen Cairns | 14,325 |
| 2     | CAN  | Alyssa Brown  | 14,275 |
| 3     | AUS  | Naomi Russell | 14,137 |

Finale: 20. März 2006, 19:39 Uhr

### Stufenbarren
| Platz | Land | Sportlerin          | Punkte |
| ----- | ---- | ------------------- | ------ |
| 1     | CAN  | Elyse Hopfner-Hibbs | 15,100 |
| 2     | ENG  | Shavahn Church      | 14,875 |
| 3     | AUS  | Monette Russo       | 14,850 |

Datum: 20. März 2006, 20:51 Uhr

### Schwebebalken
| Platz | Land | Sportlerin          | Punkte |
| ----- | ---- | ------------------- | ------ |
| 1     | CAN  | Elyse Hopfner-Hibbs | 14,950 |
| 2     | AUS  | Hollie Dykes        | 14,925 |
| 3     | ENG  | Becky Downie        | 14,075 |

Datum: 21. März 2006, 19:39 Uhr

## Medaillenspiegel
| Platz | Land       | Gold | Silber | Bronze | Gesamt |
| ----- | ---------- | ---- | ------ | ------ | ------ |
| 1     | Australien | 6    | 6      | 6      | 18     |
| 2     | Kanada     | 6    | 4      | 3      | 13     |
| 3     | England    | 2    | 2      | 2      | 6      |
| 4     | Malaysia   | –    | 1      | –      | 1      |
| 4     | Wales      | –    | 1      | –      | 1      |
| 6     | Schottland | –    | –      | 1      | 1      |
| 6     | Südafrika  | –    | –      | 1      | 1      |
| 6     | Zypern     | –    | –      | 1      | 1      |